# John Mildenhall

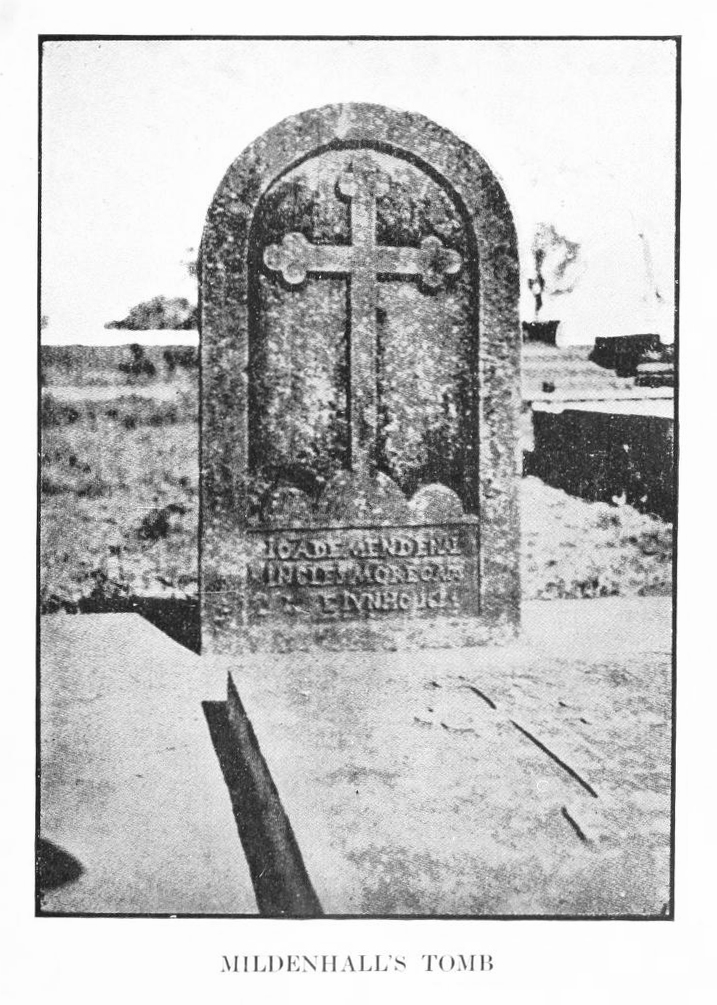
Grobowiec Johna Mildenhalla (stan z 1921 r.)

John Mildenhall (ur. 1560, zm. 1614 w Agrze) – podróżnik, awanturnik, agent Kompanii Lewantyńskiej. Pracował dla faktorii handlowej w Aleppo. Próbował na własną rękę uzyskać od Wielkiego Mogoła przywileje handlowe dla Anglików. W tym celu przedsięwziął samodzielną wyprawę mającą ubiec zamiary Kompanii Wschodnioindyjskiej. Udało mu się dostać na dwór cesarski, jednak relacje na temat rezultatów rozmów z władcą nie są zbieżne. Mildenhall pragnął zarobić na pośrednictwie między cesarzem a Kompanią. Wiadomo natomiast, że zarówno Thomas Smythe, jak i inni udziałowcy Kompanii, nie podjęli współpracy. W 1611 Mildenhall znów trafił do Indii, gdzie zajmował się handlem rozmaitymi przedmiotami, prawdopodobnie pochodzącymi z kradzieży. Zmarł w 1614 w Agrze - jego grobowiec jest najstarszym angielskim zabytkiem istniejącym w Indiach.